# Сурьянинов, Василий Васильевич
Васи́лий Васи́льевич Сурьяни́нов  (15 августа 1903, Кумья, Козьмодемьянский уезд, Казанская губерния, Российская империя ― 28 августа 1991, Москва, СССР) ― советский художник-график, иллюстратор, плакатист, член Союза художников СССР. Заслуженный художник РСФСР (1974). 

## Биография
Родился 15 августа 1903 года в селе Кумья ныне Килемарского района Марий Эл в многодетной семье сплавщика леса.
В 12 лет вместе с семьёй переехал в г. Козьмодемьянск. Учился в художественных мастерских у А. Григорьева, П. Радимова, Н. Ф. Нейгебауэра
В 1928 году окончил графический факультет Высших художественных мастерских в Москве. Учился у С. В. Герасимова и Г. В. Фёдорова.
По окончании ВХУТЕМАСа работал над киноплакатами, а с 1930-х годов начал работать в общественно-политическом плакате для издательств «ИЗОГИЗ», «Изобразительное искусство», «Плакат», выполнял плакаты по технике безопасности.
В годы Великой Отечественной войны жил в Ереване, создавал плакаты и рисунки для фронтовых газет.
В 1946―1958 годах занимался печатной графикой в офортной студии имени И. И. Нивинского.
Вернувшись в Москву, продолжил сотрудничество с издательствами «Трансжелдориздат», ИЗОГИЗ, «Искусство», «Плакат». В 1956―1990 годах работал в творческо-производственном объединении «Агитплакат» Союза художников СССР, где занимался книжной и станковой графикой.
Женат, сын ― известный художник-плакатист, заслуженный художник России Рубен Сурьянинов. 
Скончался 28 августа 1991 года в Москве. 

## Художественное творчество
Начиная с 1936 года, активно работал как мастер книжной и станковой графики, занимался офортом и литографией.
Известен и как мастер политических плакатов: с конца 20-х годов работал в области агитационного плаката, известен его ранний плакат «Для выполнения пятилетки должны быть использованы все малейшие накопления» (1929) и киноплакат «Рваные башмаки» (1933).  
С начала 1930-х годов начинает работать над плакатами, использует острые композиции, помещая крупные фигуры на фоне детально проработанных сцен крестьянской жизни и развернувшегося социалистического строительства. Широкую известность ему принёс плакат к 20-летию Великого Октября «У советского народа есть что защищать, есть кому защищать, есть чем защищаться» (1937), изданный с текстом на 18 языках. 
В 1939 году вступил в Союз художников СССР.
Во время жизни в Ереване создавал сатирические рисунки для фронтовых газет и ряд плакатов («Закроем ворота родного Кавказа!», 1942 и другие), обращённых к советским солдатам-освободителям. Радостью ожидания грядущей победы пронизан плакат «С Великим Праздником, товарищи!» (1944). 
Является автором, иллюстраций к детским книгам. Для «Советского графика» создал портреты учёных, артистов, художников, политиков.
Главное место в его работах занимает образ советского рабочего. В создании образов рабочих художнику помогал большой опыт, накопленный в результате постоянной работы с натуры, навыки отличного рисовальщика, внимательного портретиста, а также понимание специфики и знание законов плакатного искусства. 
В 1950―1970-х годах исполнил политические плакаты, посвящённые острым темам международной политики, в том числе направленные на критику развязанной США войны во Вьетнаме («Вьетнам победит!»). 
Был участником десятка выставок, в т. ч. в 1969―1981 годах ― персональных. В 1968 году в Москве прошла его персональная выставка. В 1980 году в Москве издан каталог его персональной выставки плаката и графики. 
Ряд своих работ подарил Художественно-историческому музею имени А. Григорьева в г. Козьмодемьянске. 

## Основные художественные работы
Список основных художественных работ В. В. Сурьянинова: 
- «У советского народа есть что защищать, есть чем защищать, есть от кого защищать» (1937)
- «Помоги фронту!» (1943)
- «Будешь мастером!» (1954)
- «Будем трудиться с чистой совестью!» (1962)
- «Посев научный взойдёт для жатвы народной» (1964)
- «Сдадим досрочно!» (1972)
- «Успешно претворим в жизнь решения XXV съезда КПСС!» (1975)
- «Даёшь встречный план! Десятой пятилетке ударный труд!» (1977)
- «Строить жизнь по Ленину: по-ленински жить, учиться и побеждать» (1978)

## Признание
- Заслуженный художник РСФСР (19 августа 1974)[1][2][5]

## Память
Графические произведения и тиражные плакаты художника В. В. Сурьянинова ныне хранятся и выставляются в Российской академии художеств, Государственном Русском музее, Государственном историческом музее, Государственном музее политической истории России, Государственном музее истории Санкт-Петербурга, Государственном музее истории российской литературы имени В. И. Даля, Государственном музее современной истории России, Центральном музее Вооружённых Сил Российской Федерации, Национальном музее Республики Татарстан, Российской государственной библиотеке и во многих художественных музеях и галереях России, а также в российских и зарубежных частных собраниях (в Великобритании).